# Sede titolare di Dibon
Dibon (in latino: Dioecesis Dibonensis) è una sede titolare soppressa della Chiesa cattolica.

## Storia
A partire dal Settecento, le liste delle sedi titolari della Chiesa cattolica hanno annoverato la sede Dibonensis, in riferimento alla città moabita di Dhiban, ritenuta sede di una presunta antica diocesi della Palestina Terza, suffraganea dell'arcidiocesi di Petra. Tuttavia Dibon non figura in nessuna antica lista episcopale della Palestina Terza e nessuno dei suoi vescovi è conosciuto. Il titolo Dibonensis è stato soppresso alla morte del suo ultimo titolare, Gerardo Martínez Madrigal, nel 1970.

## Cronotassi dei vescovi titolari
- Giovanni Francisco Ingenuo † (18 settembre 1741 - prima del 30 ottobre 1744 deceduto)
- Johann Christoph von Crass † (9 marzo 1746 - 6 marzo 1751 deceduto)
- Pál Révay † (12 marzo 1753 - 1º febbraio 1770 deceduto)[1]
- Giacinto Sigismondo Gerdil, B. † (17 febbraio 1777 - 15 dicembre 1777 nominato cardinale presbitero di San Giovanni a Porta Latina)
- Johann Karl von Hohenzollern-Hechingen † (20 luglio 1778 - 31 gennaio 1785 succeduto vescovo di Chełmno)
- Kajetan Maria (Ignaz Judas Thaddäus) Reisach, C.R. † (11 aprile 1791 - 18 giugno 1805 deceduto)
- Francisco Pablo Vásquez Bizcaíno (y Sánchez) † (19 ottobre 1830 - 25 febbraio 1831 nominato vescovo di Puebla)
- José Romero † (8 gennaio 1866 - 5 luglio 1875 nominato vescovo di Santa Marta)
- James O'Connor † (30 giugno 1876 - 2 ottobre 1885 nominato vescovo di Omaha)
- Joseph-Felix Blanc, S.M. † (17 febbraio 1912 - 8 giugno 1962 deceduto)
- Peter Birch † (24 luglio 1962 - 10 gennaio 1964 succeduto vescovo di Ossory)
- Gerardo Martínez Madrigal † (29 febbraio 1964 - 27 settembre 1970 deceduto)[2]